# 死神 (プロレスラー)
死神（しにがみ）は日本のプロレスラー。墓地で生まれた（ギミック）フランケンシュタインの怪物（クリーチャー）である。

## デビュー〜現在
- 1995年3月31日に埼玉県熊谷市民体育館で行われた「レッスル夢ファクトリー」旗揚げ興行にて怨霊コンビを組んでデビュー。
- 2002年、レッスル夢ファクトリー崩壊後、プロレスリング・ナイトメアに戦いの場を移す。
- 2006年、ナイトメアがプロレスリング･ガロガに吸収されたため、プロレスリング・ガロガ（旧ナイトメア軍）となる（後に団体名はプロレスリングガロガ騎士'sに変更）。
- 2007年、ガロガ騎士's活動停止に伴い、他の選手はフリーとなったがEXCITING FIGHT GAME ガロガ騎士'sの旗揚げを宣言。
- 2014年、FIGHT GAME ピースを地方のお祭りや児童養護施設を中心に開催中。本人も選手として出場。また、大仁田厚興行や地方のご当地プロレスに参戦中。
- 2015年9月、生前の経験からプロテニスプレイヤーとしてコートに立つことを会見[1]。10月18日、有明テニスの森で行われた「カオルカップ・テニストーナメント」にダブルスで出場した[2]。
- 2017年現在、666にて、怨霊、加藤茂郎と共に悪夢軍団を復活させ、無尽蔵のスタミナとラフファイトを武器にブランクを感じさせないファイトを見せてオールドファンを懐かしませている。
- 2021年5月29日、バトスカフェ唯我20周年興行にて怨霊とのタッグでKAMIKAZE＆GENTAROと対戦。

## キャラクター
- パワー作法、クラシカルなスタイルを好む。
- ストリートファイト形式が好み（本人曰く「楽だから」らしい）

## その他
- デスマッチで負傷して救急車で運ばれた時に、試合を放送していたFIGHTING TV サムライの当時の司会者くりぃむしちゅー有田哲平が「死神なのに失神KO負けして病院に運ばれた」とコメントした。
- プロレスリング・ガロガでは、昔のリングネームエッグマンを名乗る時もある。
- かつてのタッグパートナー「怨霊」とは、現在も懐かしのタッグ「悪夢軍団」を継続中。
- 出場した大会では子供たちへおもちゃを配っている。
- 現在は、自動車のコーティング工場を経営している[3]。

## 得意技
- 死神式裏投げ
- 奈落固め
- アイアンクロー式みちのくドライバー（本人曰く、元祖らしい）
- 洗車、車の磨き